# چن گویمینگ
چن گویمینگ (انگلیسی: Chen Guiming؛ زادهٔ ۳ ژانویهٔ ۱۹۹۴) وزنه‌بردار اهل چین است.
وی در مسابقات کشوری و بین‌المللی در مجموع برندهٔ ۱ مدال نقره، ۱ مدال برنز شده‌است.